# Copa Argentina de Futsal Femenino
La  Copa Argentina de Futsal Femenino es una competición de fútbol sala que enfrenta a clubes de la Primera División, Primera División B, Primera División C y equipos provenientes del Consejo Federal del Fútbol Argentino. El campeonato es organizado por la Asociación del Fútbol Argentino.

## Participantes

### Fase Preliminar Regional
Participan los equipos a ser determinados por el Consejo Federal de donde clasifican dos equipos a la Fase Final conforme la disputa dispuesta por el Consejo Federal.

### Fase Metropolitana
Participan los 14 equipos de la Primera División, los 17 equipos de la Primera División B, los 14 equipos de Primera División C y cinco equipos invitados.

## Forma de disputa
El torneo se llevará a cabo a través de una etapa clasificatoria denominada Fase Preliminar Regional y Fase Metropolitana, una etapa posterior denominada Fase Final, en donde surgirá el campeón de la Copa Argentina de Futsal Femenino.

### Primera Fase
Participan en esta instancia los 15 equipos que militan en la Primera División B, los 15 equipos que militan en la Primera División C y 6 equipos invitados. La conformación de las parejas de equipos para la Primera Fase se establecerá a través de un sorteo a realizarse oportunamente.

### Segunda Fase
Participan en esta instancia los 18 equipos ganadores de la Primera Fase, más los 14 equipos de la Primera División. Clasifican 16 equipos a la Tercera Fase. La conformación de los enfrentamientos para la Segunda Fase se establecerá a través de un sorteo a realizarse oportunamente.

### Tercera a Quinta Fase
Estas fases son de eliminación directa y a partido único. Si finaliza empatado, se define por penales.

### Semifinales y Final
Participan los 2 equipos clasificados de la Quinta Fase más los 2 clubes representantes del Consejo Federal, enfrentándose en cada semifinal un equipo de la Fase Metropolitana con un equipo representante del Consejo Federal del Fútbol, conforme al sorteo que será efectuado oportunamente. Clasifican 2 equipos a la Final donde surge el Ganador de la Copa Argentina de Futsal Femenino.

## Historial
| 2017 | América del Sud                           | Pacífico                                  | Sportivo Barracas                         | [ 2 ] [ 3 ]                               |                                           |                                           |
| 2018 | Club Alvear                               | San Lorenzo                               | Huracán                                   | [ 4 ]                                     |                                           |                                           |
| 2019 | Racing Club                               | Ferro                                     | San Lorenzo                               | [ 5 ] [ 6 ]                               |                                           |                                           |
| 2020 | No se disputó por la Pandemia de Covid-19 | No se disputó por la Pandemia de Covid-19 | No se disputó por la Pandemia de Covid-19 | No se disputó por la Pandemia de Covid-19 | No se disputó por la Pandemia de Covid-19 | No se disputó por la Pandemia de Covid-19 |
| 2021 | No se disputó por la Pandemia de Covid-19 | No se disputó por la Pandemia de Covid-19 | No se disputó por la Pandemia de Covid-19 | No se disputó por la Pandemia de Covid-19 | No se disputó por la Pandemia de Covid-19 | No se disputó por la Pandemia de Covid-19 |
| 2022 | Villa Modelo                              | Sportivo Barracas                         | Estudiantes                               | [ 7 ]                                     |                                           |                                           |
| 2023 | Bariloche                                 | All Boys                                  | San Lorenzo                               | [ 8 ]                                     |                                           |                                           |
| 2024 | Ferro                                     | All Boys                                  | Racing Club                               | [ 9 ]                                     |                                           |                                           |

### Títulos por club
| Equipo            | Títulos | Subtítulos | Años campeón | Años subcampeón |
| ----------------- | ------- | ---------- | ------------ | --------------- |
| All Boys          | 2       | 0          | 2023 - 2024  |                 |
| San Lorenzo       | 1       | 2          | 2018         | 2019 - 2023     |
| Sportivo Barracas | 1       | 1          | 2022         | 2017            |
| Pacífico          | 1       | 0          | 2017         |                 |
| Ferro             | 1       | 0          | 2019         |                 |
| Huracán           | 0       | 1          |              | 2018            |
| Estudiantes       | 0       | 1          |              | 2022            |
| Racing Club       | 0       | 1          |              | 2024            |